# Alberto Spoerer Covarrubias
Alberto Clemente Spoerer Covarrubias (Santiago, 20 de junio de 1926-Santiago, 9 de mayo de 2015) fue un médico cirujano y político chileno, que se desempeñó como ministro de Salud Pública de su país, durante la dictadura militar del general Augusto Pinochet entre 1973 y 1974.

## Familia y estudios
Nació en Santiago de Chile el 20 de junio de 1926, siendo el primero de los cuatro hijos del matrimonio conformado por el comerciante Alberto Spoerer Cornou y Carmen Covarrubias Varas. Su primo fue el marino y político de militancia liberal, Raúl Eduardo Marcelo Spoerer Carmona, quien fuera diputado por la 17.ª Agrupación Departamental (Concepción, Tomé, Talcahuano, Coronel y Yumbel) entre 1957 y 1961. Realizó sus estudios primarios y secundarios en el The Grange School de la comuna de La Reina. Continuó los superiores en la Escuela de Medicina de la Pontificia Universidad Católica (PUC) y de la Universidad de Chile, desde donde se tituló como médico cirujano en 1951, con la tesis El fierro sanguíneo en las enfermedades hematológicas y hepatobiliares.
Se casó con María Angélica Grez Matte (hermana del empresario Patricio Grez Matte), con quien tuvo dos hijos, Eduardo y Luis Alberto.

## Carrera profesional
Comenzó a ejercer su profesión como ayudante de cátedra del servicio "b" de cirugía del Hospital del Salvador. Asimismo, trabajó en el Servicio del Profesor Félix de Amesti.
Más tarde, se incorporó como teniente cirujano a la Fuerza Aérea (FACh), ocupando posteriormente el rango de coronel de sanidad de la institución. Tras el golpe de Estado del 11 de septiembre de 1973 liderado por el general Augusto Pinochet, al día siguiente fue nombrado como ministro de Salud Pública, desempeñándose en el cargo hasta el 11 de julio de 1974, ocasión del primer cambio de gabinete de la Junta Militar.
Entre otras actividades, fue miembro de la Sociedad Médica de Chile, del Colegio Médico de Chile y del Club Aéreo de Chile. Falleció en Santiago el 9 de mayo de 2015, a los 88 años.